# Parergodrilidae
Parergodrilidae zijn een familie van borstelwormen (Polychaeta).

## Geslachten
- Parergodrilus Reisinger, 1925
- Stygocapitella Knöllner, 1934

### Synoniemen
- Stypocapitella Knöllner, 1934 => Stygocapitella Knöllner, 1934